# Palácio do Grémio
O Palácio do Grémio ou Palacete do Grémio, também referido como Casa ou Palacete de João Alves de Freitas, é um edifício histórico localizado na freguesia de Fafe, no município homónimo, distrito de Braga, em Portugal.
Arquitetonicamente eclético e concluído em 1912, atualmente alberga o Arquivo Municipal de Fafe.

## História
O palacete foi mandado construir por João Alves de Freitas, um conceituado negociante de borracha e um abastado capitalista de Manaus e Pará. Este edifício marca o fim das contribuições arquitetónicas com capitais de emigração brasileira, tão importantes no desenvolvimento de Fafe desde meados do século XIX. 
O proprietário do palacete suicidou-se em 1917, devido a falência financeira. Assim, o imóvel foi vendido a Gaspar Correia da Costa, um negociante do Porto, que adaptou a “Hotel de Repouso” e “Casa de Saúde”. Em 1924, foi adquirido por Miguel Gonçalves da Cunha, sócio-gerente da Fábrica do Bugio. 
Em 1963, foi vendido ao Grémio da Lavoura de Fafe, para a instalação do “Edifício das Corporações” e onde se albergaram os Grémios da Lavoura e do Comércio, os Sindicatos Têxteis, da Construção Civil e dos Caixeiros, a Caixa de Crédito Agrícola Mútuo e o Posto de Fiscalização do Trabalho e do Desemprego. 
Nos anos 90, o edifício pertenceu à Cooperativa dos Produtores Agrícolas de Fafe, a um empreiteiro local e em 2003 foi transacionado à Caixa de Crédito Agrícola Mútuo de Fafe. 
Por fim, em 2008, o edifício foi adquirido pela Câmara Municipal de Fafe, para ser adaptado a Arquivo Municipal.

## Arquitetura
O Palacete do Grémio está inserido no contexto das chamadas "Casas dos Brasileiros", nutrindo alguns traços comuns com os restantes exemplares fafenses do mesmo contexto. 
A sua planta é ligeiramente retangular, integrando um torreão no ângulo da fachada principal, à semelhança do que acontece com a Casa de Manuel Rodrigues Alves, um outro palacete semelhante. O edifício apresenta quatro pisos, com águas furtadas e coberturas bastante inclinadas do tipo chalé. O acesso principal dá-se ao nível do segundo piso por um portal precedido por uma escadaria que comunica com a varanda que percorre toda a fachada.
A decoração exterior tem influência neoclássica, nomeadamente nos frontões e balaustradas, mas com dominância da arquitetura do princípio do séc. XX, de influência “beauxartiana”, eclética, revivalista e também com traços de Arte Nova. 
O seu interior é organizado em torno da escadaria central, comum aos dois pisos intermédios, iluminada por uma claraboia, e para a qual abrem vãos fortemente decorados. O piso térreo tinha lojas e cozinha, o segundo piso tinha vestíbulo de receção, salões e sala de jantar, terceiro piso tinha quartos, águas-furtadas com quartos de criados e arrumos.
Os tetos em estuque têm decoração neoclássica, as paredes são pintadas e revestidas a papel, com lambris e portas de madeira com acabamento de escaiola e pintadas. Os pavimentos de madeira têm padrões claro e escuro e ladrilho cerâmico.
Existem dois tipos de lambris de madeira revivalistas, um com arcaria em ferradura neoárabe e outro com arcaria quebrada neogótica.